# John A. Caldwell

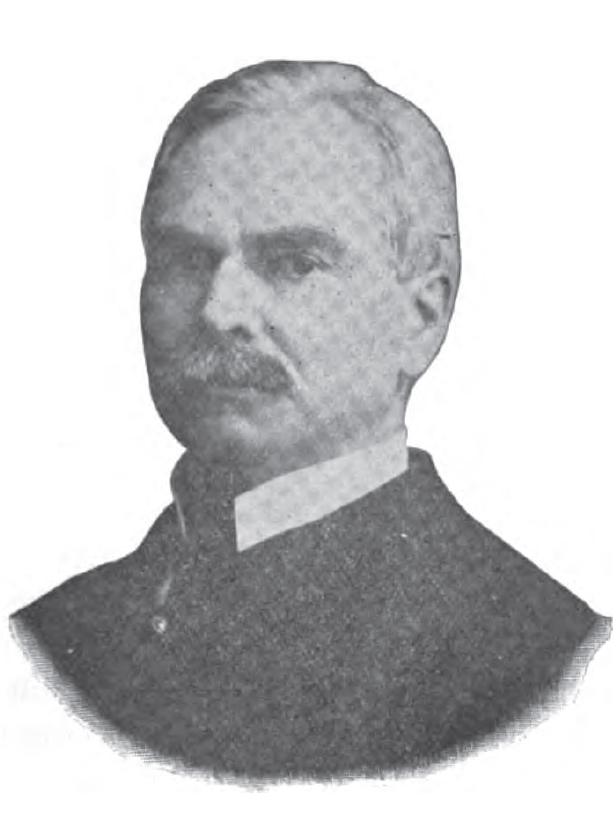
John A. Caldwell

John Alexander Caldwell (* 21. April 1852 in Fairhaven, Ohio; † 24. Mai 1927 in Cincinnati, Ohio) war ein US-amerikanischer Politiker.
Caldwell war mehrere Jahre als Lehrer tätig. Er studierte an der Law School der University of Cincinnati und schloss sein Studium 1876 ab. Im selben Jahr wurde er in die Anwaltschaft aufgenommen. Danach betätigte er sich wieder als Lehrer. 1878 begann Caldwell in Cincinnati zu praktizieren. 1881 bis 1885 war er Staatsanwalt am Police Court von Cincinnati. 1887 wurde er dort zum Richter gewählt.
Caldwell wurde als Republikaner in den Kongress gewählt und vertrat dort vom 4. März 1889 bis zum 4. Mai 1894, als er zurücktrat, den Bundesstaat Ohio im US-Repräsentantenhaus. Danach übte er von 1894 bis 1897 das Amt des Bürgermeisters von Cincinnati aus und war von 1900 bis 1902 Vizegouverneur von Ohio. Er starb 1927 in Cincinnati und wurde auf dem Spring Grove Cemetery beigesetzt.